# Persone di nome Allan
| Questa pagina contiene informazioni ricavate automaticamente dalle voci biografiche con l'ausilio del template Bio e di un bot. L'aggiornamento è periodico e automatico e ricostruisce completamente la pagina. Se manca una persona in questa lista, sei pregato di non aggiungerla, ma accertati piuttosto che la sua voce biografica contenga il template Bio e che i dati anagrafici siano correttamente compilati. Se il template Bio manca, inseriscilo tu stesso o, in alternativa, metti l'avviso {{tmp\|Bio}} che ne segnala la mancanza. Se i dati riportati sono sbagliati, correggi direttamente la voce biografica; le modifiche saranno visibili in questa lista entro pochi giorni. Per chiarimenti vedi il progetto antroponimi. La lista contiene solo le 163 persone che sono citate nell'enciclopedia e per le quali è stato implementato correttamente il template Bio. Pagina aggiornata al 6 giu 2025. |

Questa è una lista di persone presenti nell'enciclopedia che hanno il nome Allan, suddivise per attività principale.

## Allenatori di calcio(12)
- Allan Evans, allenatore di calcio e ex calciatore scozzese (Dunfermline, n. 1956)
- Allan Harris, allenatore di calcio e calciatore inglese (Londra, n. 1942 - Epsom, † 2017)
- Allan Jepsen, allenatore di calcio e ex calciatore danese (Kolding, n. 1977)
- Allan Johnston, allenatore di calcio e ex calciatore scozzese (Glasgow, n. 1973)
- Allan Jones, allenatore di calcio inglese
- Allan Kuhn, allenatore di calcio e ex calciatore danese (Bornholm, n. 1968)
- Allan McGregor, allenatore di calcio e ex calciatore scozzese (Edimburgo, n. 1982)
- Allan Mørkøre, allenatore di calcio e ex calciatore faroese (Klaksvík, n. 1971)
- Allan Nielsen, allenatore di calcio e ex calciatore danese (Esbjerg, n. 1971)
- Allan Preston, allenatore di calcio e ex calciatore scozzese (Leith, n. 1989)
- Allan Russell, allenatore di calcio e ex calciatore scozzese (Glasgow, n. 1980)
- Allan Smart, allenatore di calcio e ex calciatore scozzese (Perth, n. 1974)

## Altisti(1)
- Allan Smith, altista britannico (Paisley, n. 1992)

## Ammiragli(1)
- Allan Everett, ammiraglio britannico (n. 1868 - Londra, † 1938)

## Artisti(2)
- Allan Graham, artista statunitense (San Francisco, n. 1943)
- Allan Kaprow, artista statunitense (Atlantic City, n. 1927 - Encinitas, † 2006)

## Astronomi(1)
- Allan Sandage, astronomo statunitense (Iowa City, n. 1926 - Los Angeles, † 2010)

## Attori(14)
- Allan Corduner, attore e doppiatore britannico (Stoccolma, n. 1950)
- Allan Cuthbertson, attore australiano (Perth, n. 1920 - Londra, † 1988)
- Allan Edwall, attore, regista e cantante svedese (Östersund, n. 1924 - Stoccolma, † 1997)
- Allan Forrest, attore statunitense (Brooklyn, n. 1885 - Detroit, † 1941)
- Allan Havey, attore statunitense (Saint Louis, n. 1954)
- Allan Hawco, attore, sceneggiatore e produttore televisivo canadese (Isola Bell, n. 1977)
- Allan Hyde, attore danese (n. 1989)
- Allan Jones, attore e tenore statunitense (Old Forge, n. 1907 - New York, † 1992)
- Allan Lane, attore statunitense (Mishawaka, n. 1909 - Woodland Hills, † 1973)
- Allan Melvin, attore e doppiatore statunitense (Kansas City, n. 1923 - Los Angeles, † 2008)
- Allan Miller, attore statunitense (n. 1929)
- Allan Murnane, attore statunitense (n. 1882 - New Rochelle, † 1950)
- Allan Sears, attore statunitense (San Antonio, n. 1887 - Los Angeles, † 1942)
- Alan Steele, attore statunitense (Westbury, n. 1966)

## Autori di giochi(1)
- Allan B. Calhamer, autore di giochi statunitense (Hinsdale, n. 1931 - La Grange, † 2013)

## Bassi(1)
- Allan James Foley, basso irlandese (Cahir, n. 1837 - Southport, † 1899)

## Botanici(1)
- Allan Cunningham, botanico e esploratore inglese (Wimbledon, n. 1791 - Sydney, † 1839)

## Calciatori(46)
- Allan Alemán, ex calciatore costaricano (San José, n. 1983)
- Allan Marques Loureiro, calciatore brasiliano (Rio de Janeiro, n. 1991)
- Allan Rodrigues de Souza, calciatore brasiliano (Porto Alegre, n. 1997)
- Allan Andrade Elias, calciatore brasiliano (Florianópolis, n. 2004)
- Allan Arigoni, calciatore svizzero (Zurigo, n. 1998)
- Alain Baclet, calciatore francese (Parigi, n. 1986)
- Allan Banegas, calciatore honduregno (Balfate, n. 1993)
- Allan Boath, ex calciatore scozzese (Dundee, n. 1958)
- Allan Borgvardt, ex calciatore danese (Bramming, n. 1980)
- Allan Brown, calciatore e allenatore di calcio scozzese (Kennoway, n. 1926 - Richmond upon Thames, † 2011)
- Allan Campbell, calciatore scozzese (Glasgow, n. 1998)
- Allan Clarke, ex calciatore e allenatore di calcio inglese (Willenhall, n. 1946)
- Allan Cole, ex calciatore e allenatore di calcio giamaicano (Kingston, n. 1950)
- Anthony Costly, ex calciatore honduregno (Tela, n. 1954)
- Allan Cruz, calciatore costaricano (Nicoya, n. 1996)
- Allan Gaarde, ex calciatore danese (Grindsted, n. 1975)
- Allan Gauden, calciatore e allenatore di calcio inglese (Ashington, n. 1944 - † 2020)
- Allan Gilliver, ex calciatore inglese (Rotherham, n. 1944)
- Allan Hansen, ex calciatore danese (Odense, n. 1956)
- Allan Harvey, ex calciatore inglese (Barnsley, n. 1942)
- Allan Hnautra, calciatore francese (n. 1989)
- Allan Hunter, ex calciatore nordirlandese (Sion Mills, n. 1946)
- Allan Joensen, ex calciatore faroese (Tórshavn, n. 1974)
- Allan Kamanga, calciatore malawiano (n. 1981)
- Allan Kamwanga, ex calciatore zambiano (n. 1968)
- Allan Kateregga, calciatore ugandese (Kampala, n. 1994)
- Allan Kimbaloula, calciatore francese (Tourcoing, n. 1992)
- Allan Kyambadde, calciatore ugandese (Kampala, n. 1996)
- Allan Lalín, calciatore honduregno (Tegucigalpa, n. 1981)
- Allan Linguet, calciatore francese (Sèvres, n. 1999)
- Allan Maher, ex calciatore australiano (n. 1950)
- Allan McGraw, calciatore e allenatore di calcio scozzese (Glasgow, n. 1939 - † 2023)
- Allan Michaelsen, calciatore danese (Copenaghen, n. 1947 - † 2016)
- Allan Miranda, calciatore costaricano (San José, n. 1987)
- Allan Okello, calciatore ugandese (Lira, n. 2000)
- Allan Arenfeldt Olesen, ex calciatore danese (Brøndby, n. 1982)
- Allan Olsen, ex calciatore danese (n. 1956)
- Allan Ottey, calciatore giamaicano (n. 1992)
- Allan Oviedo, ex calciatore costaricano (Alajuela, n. 1970)
- Allan Oyirwoth, calciatore ugandese (Pakwach, n. 2007)
- Allan Pearce, calciatore neozelandese (Wellington, n. 1983)
- Allan Saint-Maximin, calciatore francese (Châtenay-Malabry, n. 1997)
- Allan Simonsen, ex calciatore e allenatore di calcio danese (Vejle, n. 1952)
- Allan Sousa, calciatore brasiliano (São Mateus, n. 1997)
- Allan Wanga, calciatore keniota (Kisumu, n. 1985)
- Allan Watson, ex calciatore e ex giocatore di football americano gallese (Blackwood, n. 1944)

## Cantanti(4)
- Al Atkins, cantante britannico (West Bromwich, n. 1947)
- Allan Bergius, cantante, violoncellista e direttore d'orchestra tedesco (Monaco di Baviera, n. 1972)
- Allan Clarke, cantante britannico (Salford, n. 1942)
- Mutabaruka, cantante giamaicano (Rae Town, n. 1952)

## Cantautori(2)
- Allan Olsen, cantautore danese (n. 1956)
- Allan Taylor, cantautore inglese (Brighton, n. 1945)

## Cestisti(5)
- Allan Bristow, ex cestista, allenatore di pallacanestro e dirigente sportivo statunitense (Richmond, n. 1951)
- Allan Dokossi, cestista francese (Parigi, n. 1999)
- Allan Hornyak, ex cestista statunitense (Bellaire, n. 1951)
- Allan Houston, ex cestista e dirigente sportivo statunitense (Louisville, n. 1971)
- Allan Ray, ex cestista statunitense (Bronx, n. 1984)

## Chitarristi(1)
- Allan Holdsworth, chitarrista britannico (Bradford, n. 1946 - Vista, † 2017)

## Ciclisti su strada(1)
- Allan Johansen, ex ciclista su strada e dirigente sportivo danese (Silkeborg, n. 1971)

## Dirigenti sportivi(2)
- Allan Davis, dirigente sportivo e ex ciclista su strada australiano (Ipswich, n. 1980)
- Allan Peiper, dirigente sportivo e ex ciclista su strada australiano (Alexandra, n. 1960)

## Entomologi(1)
- Allan Frost Archer, entomologo e aracnologo statunitense (Boston, n. 1908 - Milledgeville, † 1994)

## Fisici(1)
- Allan McLeod Cormack, fisico sudafricano (Johannesburg, n. 1924 - Winchester, † 1998)

## Fondisti(1)
- Allan Karlsson, fondista svedese (n. 1911 - † 1991)

## Fotografi(1)
- Allan Arbus, fotografo e attore statunitense (New York, n. 1918 - Los Angeles, † 2013)

## Fumettisti(1)
- Al Hubbard, fumettista statunitense (Chicago, n. 1913 - Fallbrook, † 1984)

## Generali(1)
- Allan Adair, generale inglese (Londra, n. 1897 - Londra, † 1988)

## Giocatori di baseball(1)
- Allan Dykstra, giocatore di baseball statunitense (San Diego, n. 1987)

## Giocatori di football americano(1)
- A.Q. Shipley, ex giocatore di football americano statunitense (Coraopolis, n. 1986)

## Giocatori di snooker(1)
- Allan McDonald, giocatore di snooker australiano (Sydney, † 1974)

## Giornalisti(1)
- Allan Kozinn, giornalista, critico musicale e docente statunitense (n. 1954)

## Golfisti(1)
- Allan Lard, golfista statunitense (Lexington, n. 1866 - Washington, † 1946)

## Hockeisti su ghiaccio(6)
- Roy Edwards, hockeista su ghiaccio canadese (Seneca Township, n. 1937 - Hamilton, † 1999)
- Al Karlander, hockeista su ghiaccio canadese (Lac la Hache, n. 1946)
- Al MacInnis, ex hockeista su ghiaccio canadese (n. 1963)
- Al Purvis, hockeista su ghiaccio canadese (Trochu, n. 1929 - Vancouver, † 2009)
- Allan Stanley, hockeista su ghiaccio canadese (Timmins, n. 1926 - Bobcaygeon, † 2013)
- Huck Woodman, hockeista su ghiaccio canadese (Winnipeg, n. 1899 - Winnipeg, † 1963)

## Informatici(1)
- Allan Alcorn, informatico statunitense (San Francisco, n. 1948)

## Maratoneti(1)
- Allan Zachariassen, ex maratoneta e ex mezzofondista danese (n. 1955)

## Mezzofondisti(1)
- Allan Lawrence, mezzofondista e maratoneta australiano (Punchbowl, n. 1930 - Houston, † 2017)

## Musicisti(1)
- Allan Roberts, musicista statunitense (Brooklyn, n. 1905 - Hollywood, † 1966)

## Nuotatori(1)
- Allan Wood, nuotatore australiano (Wollongong, n. 1943 - Città di Gold Coast, † 2022)

## Pallanuotisti(2)
- Allan Brown, ex pallanuotista sudafricano (Pretoria, n. 1937)
- Allan Charleston, pallanuotista australiano (Fremantle, n. 1934 - † 2015)

## Pedagogisti(1)
- Allan Kardec, pedagogista e filosofo francese (Lione, n. 1804 - Parigi, † 1869)

## Pesisti(1)
- Al Feuerbach, ex pesista statunitense (Preston, n. 1948)

## Pianisti(1)
- Al Haig, pianista statunitense (Newark, n. 1924 - New York, † 1982)

## Piloti automobilistici(3)
- Allan McNish, ex pilota automobilistico britannico (Dumfries, n. 1969)
- Allan Moffat, ex pilota automobilistico e dirigente sportivo australiano (Saskatoon, n. 1939)
- Allan Simonsen, pilota automobilistico danese (Odense, n. 1978 - Le Mans, † 2013)

## Piloti motociclistici(2)
- David Jefferies, pilota motociclistico britannico (Shipley, n. 1972 - Isola di Man, † 2003)
- Allan Scott, pilota motociclistico statunitense (n. 1965)

## Pittori(2)
- Allan O'Mill, pittore argentino (Neuquén, n. 1946)
- Allan Ramsay, pittore britannico (Edimburgo, n. 1713 - Dover, † 1784)

## Poeti(1)
- A.D. Winans, poeta e saggista statunitense (San Francisco, n. 1936)

## Politici(1)
- Allan Octavian Hume, politico e ornitologo britannico (Bromley, n. 1829 - Londra, † 1912)

## Poliziotti(1)
- Allan Pinkerton, poliziotto, investigatore e agente segreto britannico (Glasgow, n. 1819 - Chicago, † 1884)

## Produttori cinematografici(1)
- Allan Carr, produttore cinematografico e sceneggiatore statunitense (Chicago, n. 1937 - Beverly Hills, † 1999)

## Psicologi(1)
- Allan Paivio, psicologo canadese (Thunder Bay, n. 1925 - † 2016)

## Rapper(1)
- Apl.de.ap, rapper filippino (Angeles, n. 1974)

## Registi(2)
- Allan A. Goldstein, regista, sceneggiatore e produttore cinematografico statunitense (Brooklyn, n. 1949)
- Allan King, regista canadese (Vancouver, n. 1930 - Toronto, † 2009)

## Religiosi(1)
- Allan Boesak, religioso e attivista sudafricano (Kakamas, n. 1945)

## Rugbisti a 13(1)
- Allan Bateman, rugbista a 13 e rugbista a 15 britannico (Maesteg, n. 1965)

## Rugbisti a 15(5)
- Allan Alaalatoa, rugbista a 15 australiano (Sydney, n. 1994)
- Allan Dell, rugbista a 15 sudafricano (Humansdorp, n. 1992)
- Allan Jacobsen, ex rugbista a 15 scozzese (Edimburgo, n. 1978)
- Allan Mann, rugbista a 15 scozzese († 2014)
- Allan Martin, ex rugbista a 15 gallese (Port Talbot, n. 1948)

## Sceneggiatori(1)
- Allan Scott, sceneggiatore e produttore cinematografico britannico (Elgin, n. 1939)

## Scenografi(1)
- Allan Starski, scenografo polacco (Varsavia, n. 1943)

## Schermidori(2)
- Allan Jay, schermidore britannico (Londra, n. 1931 - † 2023)
- Allan Kwartler, schermidore statunitense (New York, n. 1917 - Mount Vernon, † 1998)

## Scrittori(5)
- Allan Cameron, scrittore e traduttore scozzese (Watford, n. 1952)
- Allan Cunningham, scrittore e giornalista scozzese (Keir, n. 1784 - Londra, † 1842)
- Allan Guthrie, scrittore e editorialista britannico (Isole Orcadi, n. 1965)
- Allan Folsom, scrittore e sceneggiatore statunitense (Orlando, n. 1941 - Santa Barbara, † 2014)
- Allan Sherman, scrittore e cantante statunitense (Chicago, n. 1924 - Los Angeles, † 1973)

## Statistici(1)
- Allan Birnbaum, statistico statunitense (San Francisco, n. 1923 - Londra, † 1976)

## Storici(1)
- Allan Lichtman, storico statunitense (New York, n. 1947)

## Tennistavolisti(1)
- Allan Herskovic, tennistavolista jugoslavo (Zagabria, n. 1916 - El Cerrito, † 2011)

## Tennisti(1)
- Allan Stone, ex tennista australiano (Launceston, n. 1945)

## Tenori(1)
- Allan Clayton, tenore britannico (n. 1981)

## Trombettisti(1)
- Allan Dean, trombettista e docente statunitense (Stati Uniti, n. 1938)

## Truccatori(1)
- Allan Snyder, truccatore statunitense (California, n. 1914 - Hansville, † 1994)

## Velisti(1)
- Allan Nørregaard, velista danese (Kolding, n. 1981)

## Velocisti(1)
- Allan Wells, ex velocista britannico (Edimburgo, n. 1952)

## Senza attività specificata(1)
- Allan Ėrdman, ex tiratore a segno sovietico (Velikie Luki, n. 1933)